# Giao hưởng số 12 (Shostakovich)
Giao hưởng số 12, cung Rê thứ, Op. 112 hay còn gọi với cái tên Giao hưởng 1917 là bản giao hưởng của nhà soạn nhạc Xô viết Dmitri Shostakovich. Ông sáng tác nó vào năm 1961. Bản giao hưởng miêu tả cuộc Cách mạng Tháng Mười.
Dù buổi trình diễn đầu tiên ngày 1 tháng 10 năm 1961 được quy cho Dàn nhạc giao hưởng Leningrad do Yevgeny Aleksandrovich Mravinsky chỉ huy, nhưng thực ra 2 tiếng trước đó tại Kuybyshev, Abram Stasevich đã chỉ huy Dàn nhạc giao hưởng Kuybyshev chơi bản giao hưởng này.